# Claude Jade
Claude Jade (8. října 1948 Dijon – 1. prosince 2006 Boulogne-Billancourt), přechýleně Claude Jadeová, byla francouzská filmová herečka.

François Truffaut a Claude Jade na premiéře třetího společného filmu Láska na útěku (1979)

V Dijonu vystudovala divadelní konzervatoř. V roku 1966 zde získala školní cenu. V témže roce ji rodiče poslali do Paříže, kde začala od října navštěvovat kurzy Jeana-Laurenta Cocheta v Divadle Eduarda VII. O rok později již natočila televizní inscenaci hry Jeana Dewevera Vzácni ptáci
V Moderním divadle ji v Jindřichu IV. od Pirandella objevil François Truffaut, který ji obsadil do svého filmu Baisers volés (Ukradené polibky, 1968). Tento debut ji proslavil. Rovněž i další Truffautovy filmy Domicile conjugal (Rodinný krb, 1970) a Amour en fuite (Láska na útěku, 1979) se setkaly s příznivou kritikou. Hrála zde po boku Jean-Pierrea Léauda postavu Christiny.
Jako první z dalších režisérů přišel André Hunebelle s filmem V znamení Monte Crista (1968). V moderní adaptaci románu Alexandra Dumase vytvořila postavu Lindy.
V Molinarově adaptaci románu Clauda Tilliera Můj strýc Benjamin si zahrála po boku belgického zpěváka Jacquese Brela. Manetta je jediná dívka, která odolá mladému donchuanovi. Do svého filmu ji obsadil i Alfred Hitchcock jako Michele ve filmu Topaz (1969). Celkem odlišnou úlohu hrála v Anně Walterové, psychologické detektivce nazvané Svědek (1969) a televizní inscenaci Snu noci svatojánské. Svůj herecký repertoár si rozšířila filmem Loď na trávě (1970).
Vešla tak do povědomí mezinárodního publika a následovaly italské filmy, japonské, německý, sovětský (Teherán 43, Lenin v Paříži) a nadále samozřejmě francouzské produkce.
Claude Jade byla také hrdinkou v televizních seriálech. Je ústřední hrdinkou mystické minisérie Ostrov třiceti rakví (1979) podle románu Maurice Leblanca: jako Véronique d'Hergemont je na ostrově konfrontována se strašlivým proroctvím. V letech 1998 až 2000 hrála hlavní vedoucí roli v seriálu Cap des Pins. Jako host se objevila v seriálech Mauregard (1970), Malaventure (1974), Commissaire Moulin (1981, Komisař Moulin – ČTV), Julie Lescautovà (1995), Inspecteur Moretti (1997, Inspektor Moretti), La crim (2003), Groupe Flag (2005) …
Od 1972 se jejím manželem stal Bernard Coste, který působil v diplomatických službách v Moskvě a s nímž má syna Pierra (* 1976).
Byla oficiálním hostem MFF v Karlových Varech 1970, 1975 („Sen a skutečnost“) a 1979.
V roce 1998 jí byl udělen řád čestné legie (Chevalier de la legion d'honneur). V roce 2000 obdržela na mezinárodním filmovém festivalu v Palm Beach cenu New Wave Award za „určování trendů ve světové kinematografii“.
V březnu 2004 vydala svou autobiografii Baisers envolés.

## Významné filmy
- 1968 Ukradené polibky (Baisers volés)
- 1968 Ve znamení Monte Christa (Sous le signe de Monte Cristo)
- 1969 Topaz (Topaz)
- 1969 Zvědek (Témoin)
- 1969 Můj strýc Benjamin (Mon oncle Benjamin)
- 1970 Rodinný krb (Domicile conjugal)
- 1971 Lod na trávě (Batau sur l'herbe)
- 1972 Ohně o Hromnicích (Les feux de la Chandeleur)
- 1973 Domove, sladký domove! (Home sweet Home)
- 1973 Zakázaní kněží (Prêtres interdits)
- 1975 Co je moc, to je moc (Trop c'est trop)
- 1975 Zlomyslná radost (Le malin plaisir)
- 1975 Sen a skutečnost (Le Choix)
- 1975 Mys severu (Kita no misaki)
- 1976 Prsteny z chudobince (Les anneaux de Bicêtre)
- 1977 Spirála mlhy (Spirale di nebbia)
- 1978 Pěšák (Le Pion)
- 1979 Láska na útěku (L'Amour en fuite)
- 1979 Ostrov třiceti rakví (L'île aux trente cercueils)
- 1981 Teherán 43
- 1981 Lenin v Paříži (Lenin v Parizhe)
- 1981 Škola na prasknutí (Le bahut va craquer)
- 1981 Komisař Moulin: Přítelkyně z dětství (L'amie d'enfance)- dabing: Eliška Balzerová
- 1982 Čest kapitána (L'honneur d'un capitaine)
- 1982 Setkání v Paříži (Rendezvous in Paris)
- 1984 Malá dívka ve slunečnicích (Une petite fille dans les tournesols)
- 1987 Člověk, který tu nikdy nebyl (L'homme qui n'était pas là)
- 1988 Velké tajemství (Le grand secret)
- 1992 Tabule cti (Tableau d'honneur)
- 1993 Bonsoir (Bonsoir)
- 1994 Le Radeau de la Méduse (Vor z lodi Medusa)
- 1995 Porté disparu
- 1995: Julie Lescautová: Vražda v bazénu
- 1997 Un enfant au soleil
- 1998 Ztráta paměti (Mémoires perdues)
- 1998–2000 Cap des Pins (TV)
- 2000 Scenarios sur la drogue (Scénář podle drog)
- 2003 A San Remo
- 2006 Célimène a kardinál